# Germaine de Castro
Germaine Astruc, dite Germaine de Castro ou Victoria, est une chanteuse française de l'entre-deux-guerres, principalement connue pour avoir été une des amantes de la poétesse et écrivaine Lucie Delarue-Mardrus.

## Biographie
Germaine Henriette Esther Astruc nait à Andrésy (Seine-et-Oise) le 20 mai 1884. Elle est la quatrième et avant-dernière enfant d'Abraham Astruc et de Gabrielle de Picciotto.

### Début de carrière

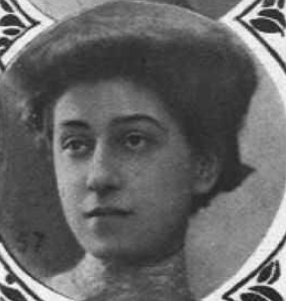
Germaine en 1909

En 1906, Germaine commence sa carrière artistique. Souhaitant devenir dans un premier temps comédienne, elle suit des cours de mise en scène chez Fernand Depas sous le pseudonyme de Lucie Gernay. Lors de sa formation chez Depas, elle est approchée par le compositeur Claude Terrasse qui lui propose le premier rôle pour son opéra-bouffe l'Ingénu Libertin. Une proposition qui n'aboutira finalement pas, le père de Germaine voulant que sa fille soit cantatrice plutôt qu'actrice. Prise d'affection pour ce dernier,  elle finit par accepter et démarre ainsi une carrière de chanteuse en prenant des cours de chant auprès de sa grande-mère maternelle, une ancienne artiste lyrique italienne.
En 1911, elle abandonne son pseudonyme de Lucie Gernay, à la suite de son mariage avec le peintre Paul de Castro.

### Rencontre avec Lucie Delarue-Mardrus
En 1932, grâce à leur amie commune, Valentine Ovize, Germaine fait la connaissance de la poétesse Lucie Delarue-Mardrus. L'écrivaine va très vite tomber amoureuse de Germaine de Castro. « Maintenant j’aime – tendrement – une femme – une artiste – une musicienne… juive. Ma tendre et merveilleuse amie, elle est la musique ». Evoquera Lucie au sujet de Germaine.

### Une courte période au music-hall
En 1934, Germaine décide d'entamer une carrière dans les music-hall parisiens, à la suite d'une prolongation de son engagement à l'Européen où elle devait initialement remplacer seulement pour quelques jours Jean Tranchant.
Afin d'aider son amie, Lucie, en bonne pianiste, compose des chansons pour son répertoire. Parmi les nombreux titres écrits pour Germaine, on peut citer : Être avec toi, Sans y penser, l'Amour valse, la Belle chanson, C'est la vie, Dire je t’aime, Tentation ou encore Tes yeux . Rapidement, toutes deux se produisent ensemble dans plusieurs cabarets. On les retrouve au Petit Casino, à l'ABC, à Bobino ou au Stage B de Montparnasse. Elles vont également passer à la radio et réalisent des tests pour la marque de disques Columbia. Un potentiel disque 78 tours est finalement refusé.
En novembre 1935, Germaine divorce de Paul. La même année, elle change de nom de scène et adopte celui de Victoria, en référence au personnage de Victoria Gomez(dont elle est d'ailleurs l'inspiration) tiré du roman de Lucie : La femme mûre et l'amour. Mais très vite, elle comprend qu'elle est embauchée dans les cabarets uniquement grâce à la notoriété de Lucie. La relation entre les deux femmes se détériore. À la même période, Germaine ouvre un bar  du nom de « Chez Victoria », dans le quartier de la Plaine-de-Monceaux.

### Pendant la Seconde Guerre mondiale
En 1939, à l'éclatement de la Seconde Guerre mondiale, pour des raisons financières, Germaine part épouser un de ses anciens camarades de théâtre, le comédien Evremont David. Durant le conflit, Germaine de Castro, qui est d'origine juive, est recherchée par la Gestapo. Elle sera d'ailleurs aidée par Lucie Delarue-Mardrus.

### Fin de vie
Germaine de Castro meurt le 2 novembre 1952 dans le 17e arrondissement de Paris. Elle est enterrée au cimetière de Montrouge.

## Liens externe
- « Une romancière au Music-hall : l'épopée amoureuse et musicale de Lucie Delarue-Mardrus et Germaine de Castro dans les cabarets parisiens » -  NOLIBOS Naïs, article au sujet de la période cabaret de Lucie Delarue-Mardrus, 12 juin 2025.
- Être avec toi (par. et mus. Lucie Delarue-Mardrus) - chanson interprétée par la chanteuse Vanille, en hommage à Lucie Delarue-Mardrus. Elle fut intialement écrite en 1934 pour Germaine de Castro, lorsqu'elle se produisait dans les cabarets de Paris (youtube.com), 1er juin 2025.
- Les amis de Lucie Delarue-Mardrus (association).